# Кузьмин, Герман Юльевич
Герман Юльевич Кузьмин (7 февраля 1910, Москва — декабрь 1942, Чёрное море) — советский офицер-подводник, капитан 2 ранга. Командир подводных лодок советского военно-морского флота и военно-морского флота Испанской Республики.

## Биография
Родился в Москве в рабочей семье. Русский. В военно-морском флоте с 1928 года. Член ВКП(б) с 1941 года.

### Образование
Окончил Военно-морское училище им. М. В. Фрунзе в 1932 году.
Окончил курсы командного состава Учебного отряда подводного плавания в 1935 году.

### Карьера
На Черноморском флоте служил минёром на подводной лодке «Чартист» (1932—1933).
На Тихоокеанском флоте служил минёром на подводной лодке «Щ-106» (1933—1934), помощником командира подводных лодок «Щ-106» (1934), «Щ-126» (1935—1937).
С 28 марта 1937 года по 8 января 1938 года командовал подводной лодкой «М-21» Тихоокеанского флота. Присвоено воинское звание капитан-лейтенант.
Командовал 14-м (1938—1939) и 13-м (1939—1941) дивизионами 1-й бригады подводных лодок Черноморского флота. Присвоено воинское звание капитан 2-го ранга.
С 1 сентября 1942 года командир 2-го дивизиона подводных лодок 2-й бригады подводных лодок Черноморского флота.

## Служба в военно-морском флоте Испанской Республики
В марте 1938 года, во время гражданской войны в Испании, прибыл в Испанскую Республику под именем Карлос Мурато (исп. Carlos Murato). Зачислен в военно-морской флот Испанской Республики с присвоением воинского звания капитан де фрагата.
Командовал подводными лодками «C-1» (апрель 1938 — июнь 1938), «C-4» (июнь 1938 — 27.12.1938). По другим данным сдал командование и возвратился в СССР уже в октябре 1938 года.
Командуя подводной лодкой «C-1», 26 апреля 1938 года в 00.30 у Винароса атаковал крейсер «Альмиранте Сервера» (исп. Almirante Cervera) двумя торпедами с дистанции 2000 м. Успеха не добился.
Командуя подводной лодкой «C-4», 12 — 13 августа 1938 осуществил переход из Барселоны в Маон на острове Менорка с грузом так называемой «Первой подводной почты» (исп. Primer correo submarino). 17 — 18 августа 1938 года привёл подводную лодку из Маона в Барселону, имея на борту обратную почту.

## Участие в Великой Отечественной войне
Начало войны встретил в должности командира 3-го дивизиона 1-й бригады подводных лодок Черноморского флота.
С 1 сентября 1942 года командир 2-го дивизиона подводных лодок 2-й бригады подводных лодок Черноморского флота.
В качестве «обеспечивающего» командира принимал участие в боевых походах на подводных лодках «Щ-210», «Щ-205», «Щ-212».
Погиб в декабре 1942 года на борту подводной лодки «Щ-212». В 1976 году обнаруженный на дне к юго-западу от острова Фидониси в точке с координатами45°10′09″ с. ш. 30°08′07″ в. д. остов «Щуки» серии X с оторванным носом опознали как Щ-212, так как в том районе других погибших лодок этой серии не было. Лодка признана погибшей на румынском минном заграждении, состоявшем из тяжёлых мин типа EMC.

## Награды
- Два ордена Красного Знамени (22.2.1939, 27.2.1943).